# Tbiliszi metró

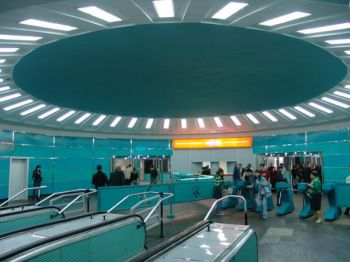
Cereteli metróállomás

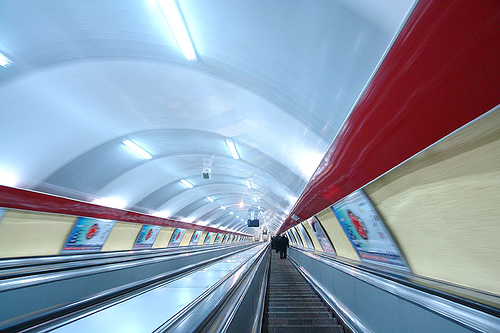
Szabadság tér metróállomás

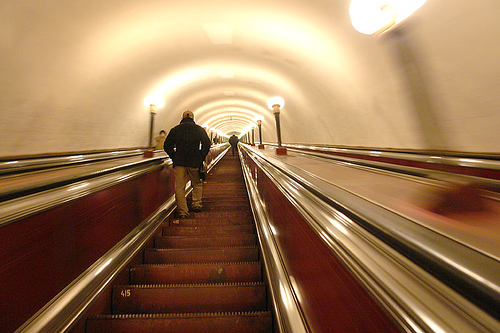
Rusztaveli metróállomás

A tbiliszi metró (თბილისის მეტროპოლიტენი, Tbiliszisz Metropoliteni) a grúz főváros metróhálózata. A 27,3 km hosszú hálózat összesen két vonalból áll, melyeken 23 állomás található.

## Általános információk

### Állomások
Gldani-Varketili vonal
- Akhmetelisz Teatri
- Szaradzsisvili
- Guramisvili
- Ghrmaghele
- Didube
- Elektrodepo
- Nadzaladevi
- Vagzlisz Moedani
- Mardzsanisvili
- Rusztaveli
- Taviszuplebisz Moedani
- Avlabari
- 300 Aragveli
- Iszani
- Szamgori
- Varketili

Szaburtalo vonal
- Vagzlisz Moedani
- Ceretelisz Gamziri
- Politeknikuri
- Szamedicino Insztituti
- Viktor Gociridze
- Vazsa-Psavela
- Universziteti (2017)